# Гонггар
Гонггар (тиб. གོང་དཀར་རྫོང་, Вайли: gong dkar rdzong, кит. упр. 贡嘎县, пиньинь Gònggá xiàn, палл. Гунга сянь) — уезд в городском округе Шаньнань, Тибетский автономный район, КНР.

## История
Уезд был создан в 1959 году путём объединения двух тибетских дзонгов.

## Административное деление
Уезд делится на 5 посёлков и 3 волости:
- Посёлок Джишонг (吉雄镇)
- Посёлок Джазулин (甲竹林镇)
- Посёлок Джедешю (杰德秀镇)
- Посёлок Гангдуй (岗堆镇)
- Посёлок Джангтанг (江塘镇)
- Волость Донгла (东拉乡)
- Волость Лангджеше (朗杰学乡)
- Волость Чанго (昌果乡)

## Транспорт
На территории уезда расположен аэропорт Гонггар.